# 莫哈-莫哈
莫哈-莫哈（學名：Chelosauria lovelli，英文：Moha-Moha）亦称莫卡-莫卡（Moka, moka），原住民称其是“Saucy Fellow, Meebee”（危险的乌龟），是一种出没于澳大利亚昆士兰州大堡礁地区的神秘动物。莫哈-莫哈通常被描述有着长颈，身体为圆顶龟壳，尾巴则是鱼尾的奇怪动物。莫哈-莫哈的首次目击来自1890年，目击者S. Lovell女士向《Land and Water》杂志寄去一份信件，信中宣称她看见一只长27-28英尺（约8.2米-8.5米）、长着长颈与鱼尾的巨龟。据报道，桑迪角灯塔的工作人员目击过莫哈-莫哈，一个原住民营地亦曾受过袭击，而最后的目击报告可追溯至1970年代。法国动物学家贝尔纳·厄韦尔曼斯在1968年出版的《In the Wake of the Sea-Serpents》一书记录了莫哈-莫哈。神秘动物学家乔纳森·唐斯认为莫哈-莫哈是象海豹，而另一神秘动物学家泰勒·霍克（Tyler Houck）则怀疑这是一场骗局。